# Matiašovské háje
Matiašovské háje  jsou geomorfologickou částí Liptovské kotliny. Zabírají nevelké území na sever od Liptovské Mary, severozápadně od Liptovského Mikuláše. 

## Polohopis
Území se nachází v západní polovině Podtatranské kotliny, na severním okraji podcelku Liptovská kotlina. Severní okraj vymezuje Sivý vrch, geomorfologická část Tater, severozápadně sousedí Chočské podhorie a jižně a východně leží Smrečianska pahorkatina, obě geomorfologické části Liptovské kotliny. 
Ze Západních Tater tečou Matiašovským hájem do Liptovské Mary víceré vodní toky, z nich nejvýznamnější jsou Suchý potok a Stará voda. Na západním okraji leží obec Liptovské Matiašovce, na jižním Liptovské Beharovce a na východním Bobrovček . Západním okrajem vede Liptovské Matiašovce silnice II / 584 ( Liptovský Mikuláš - Zuberec ). 

## Ochrana území
Velká část Matiašovských hájů leží na území ochranného pásma Tatranského národního parku. Vyňaty jsou okrajové části, které se využívají na intenzivní zemědělství. Maloplošné, zvláště chráněné lokality se v této části Liptovské kotliny nevyskytují, na severním okraji však leží národní přírodní rezervace Suchá dolina. 

## Turismus
Tato část Liptovské kotliny patří mezi klidnější a méně navštěvované oblasti. Turisticky atraktivní je okolí Liptovské Mary, ale přírodně bohaté je zejména území Tater. Okrajovou částí vede přístupová cesta na Oravu, turistické značené stezky se v této části nevyskytují. 